# Riccardia browniae
Riccardia browniae là một loài rêu trong họ Aneuraceae. Loài này được A.Hagborg & L.Söderstr. mô tả khoa học đầu tiên năm 2022.